# Kuringen
Kuringen (Limburgs: Kuringe) is een deelgemeente van de Belgische stad Hasselt, het was een zelfstandige gemeente tot aan de gemeentelijke herindeling van 1977. De deelgemeente ligt ten noordwesten van de stadskern van Hasselt en grenst aan de gemeente Zonhoven, de Hasseltse deelgemeenten Kermt, Stevoort en Stokrooie, de gehuchten Kiewit en Runkst en de wijk Banneux.
Kuringen is de grootste deelgemeente van Hasselt. De rivier de Demer stroomt door Kuringen. Ten westen en zuidwesten van Kuringen liggen respectievelijk de gehuchten Tuilt en Schimpen. Beide gehuchten worden van Kuringen gescheiden door de autosnelweg E313/A13, maar maken deel uit van Kuringen. Ook het gehucht Heide, dat ten noorden van het Albertkanaal ligt, behoort tot Kuringen.
De geschiedenis van Kuringen begint vroeger dan die van Hasselt, waardoor deze eerste aanvankelijk een belangrijkere rol speelde, mede door de Abdij van Herkenrode. Sinds de gemeentelijke herindeling van 1977 is Kuringen een deelgemeente van Hasselt.

## Wijken en gehuchten
De deelgemeente Kuringen kent de volgende wijken en gehuchten: Schimpen, Tuilt, Overdemer en Heide.

## Etymologie
Kuringen werd het eerst in 1078 vermeld in een oorkonde als Curinges. De gemeentenaam zou lieden van Curi (een Germaanse mansnaam) betekenen.

## Geschiedenis
In de Acta Sanctorum wordt Kuringen vermeld als de plaats waar één der hoeven van de Pepiniden zou hebben gestaan en waar Gertrudis van Nijvel haar jeugd zou hebben doorgebracht. In 1182 werd in de nabijheid van Kuringen de Abdij van Herkenrode gesticht, en na 1232, toen de burcht van Borgloon werd verwoest, werd in Kuringen een burcht gebouwd waar vanaf 1240 de Graven van Loon resideerden. Het Prinsenhof is uit deze burcht voortgekomen. Graaf Arnold IV van Loon schonk in 1240 het vrijheidscharter aan Kuringen.
In 1366 werd Loon bij het Prinsbisdom Luik gevoegd, maar ook de prins-bisschoppen kwamen vaak in Kuringen. In 1517 werd Gerard van Groesbeek, een latere prins-bisschop, op het Prinsenhof geboren.
Hoewel aldus van aanzienlijk belang, was het de naburige stad Hasselt die tot grote stad en latere hoofdstad van Limburg uit zou groeien.
Vooral na de Tweede Wereldoorlog ontwikkelde Kuringen zich als randgemeente van Hasselt van een landbouw- tot een woongemeente. Een aanzienlijk deel van het grondgebied werd verkaveld en langs de hoofdweg van Hasselt naar Diest ontstond lintbebouwing.
Kuringen fuseerde in 1971 met Stokrooie, terwijl het in 1977 als deelgemeente bij Hasselt werd gevoegd.

## Demografie

### Demografische ontwikkeling voor de fusie
- Bronnen:NIS, Opm:1831 tot en met 1970=volkstellingen

### Demografische ontwikkeling van de fusiegemeente
Alle historische gegevens hebben betrekking op de voormalige gemeente zoals ontstaan na de fusie met Stokrooie op 1 januari 1971.
- Bronnen:NIS, Opm:1831 tot en met 1970=volkstellingen; 1976 = inwoneraantal op 31 december

## Bezienswaardigheden
- Het Prinsenhof, vanaf de 12e eeuw de burcht van de heren van Curinghen dat nu het Prinsenhof wordt genoemd. De graven van Loon verhuisden naar Kuringen omdat het centraler en dus beter te verdedigen was dan Loon dat we nu kennen als Borgloon. Sommige prins-bisschoppen van Luik resideerden hier. Ook gouverneur Hubert Verwilghen woonde hier een tijdlang.
- De Tuiltermolen, behorend tot het abdijcomplex.
- De Cisterciënzerinnenabdij van Herkenrode, ooit de rijkste en grootste vrouwenabdij in de Nederlanden en de begraafplaats van de graven van Loon.
- De Sint-Gertrudiskerk waarvan de toren in ijzerzandsteen, het koor en de kruisbeuk dateren van omstreeks 1500. In 1783 werd de kerk verbouwd en vergroot in opdracht van Augustina van Hamme, abdis van Herkenrode. Het wapenschild van deze abdis bevindt zich boven een dichtgemetselde vroegere deur in de zuidgevel. Ook haar wapenspreuk Regique Deoque, 'voor koning en voor God', en het jaartal 1783 staan er afgebeeld.
- Het voormalige huis van de schout, daterend van 1783 en een classicistisch Maaslands dubbelhuis, werd later pastorie. Hier wordt het register van de Sint-Gertrudisbroederschap bewaard. Dit register werd bijgehouden vanaf 1419, werd hernieuwd in 1549-1551 en bijgehouden tot omstreeks 1970. Het is een verlucht handschrift, geschreven op perkament.

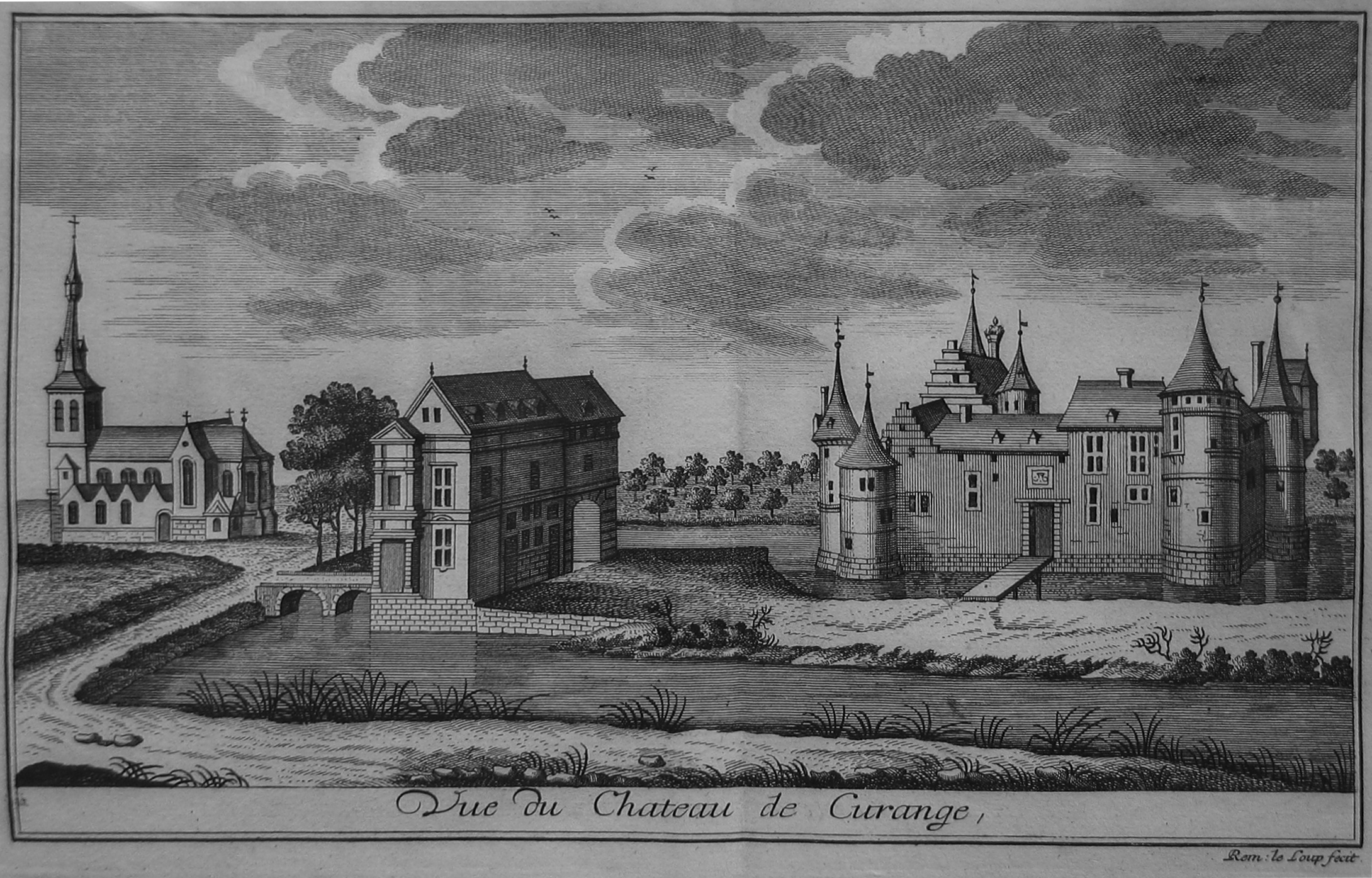
Het kasteel van Kuringen in de 18e eeuw - Remacle Leloup
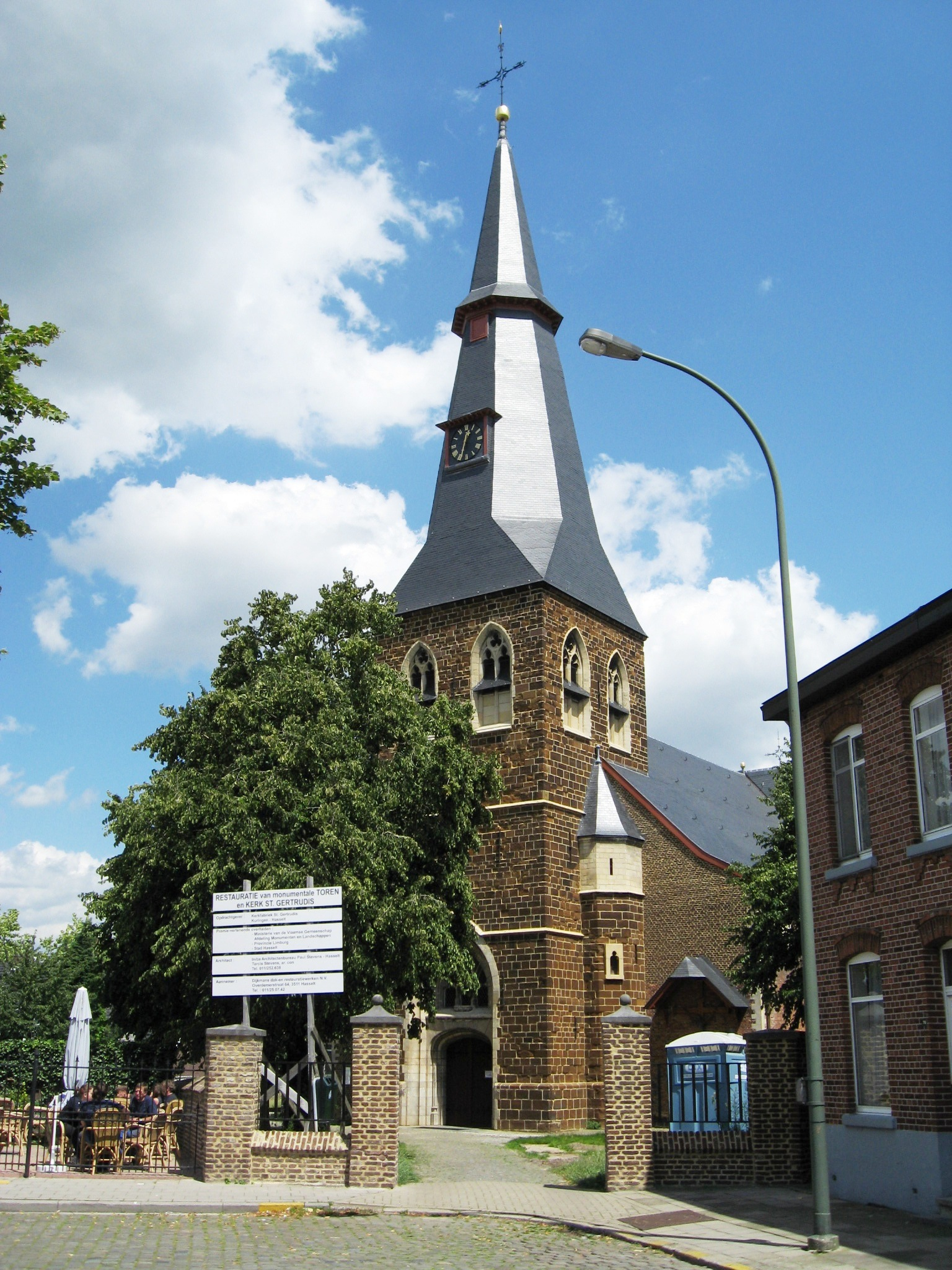
De Sint-Gertrudiskerk
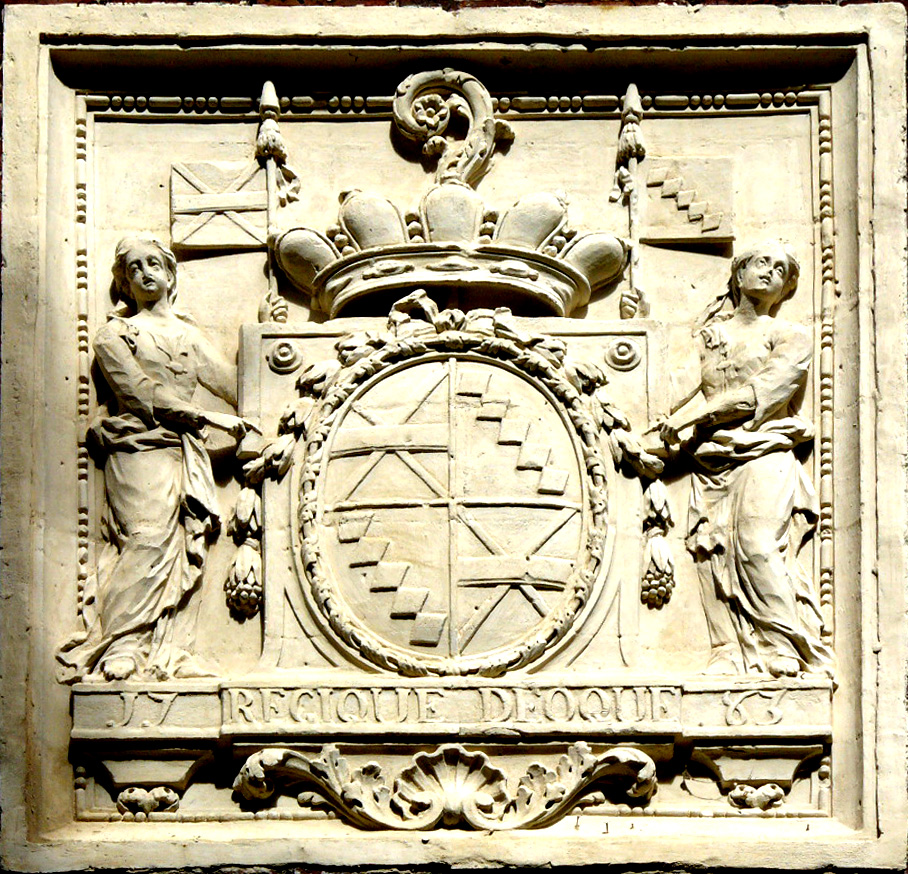
Wapenschild van abdis Augustina van Hamme op de kerkmuur
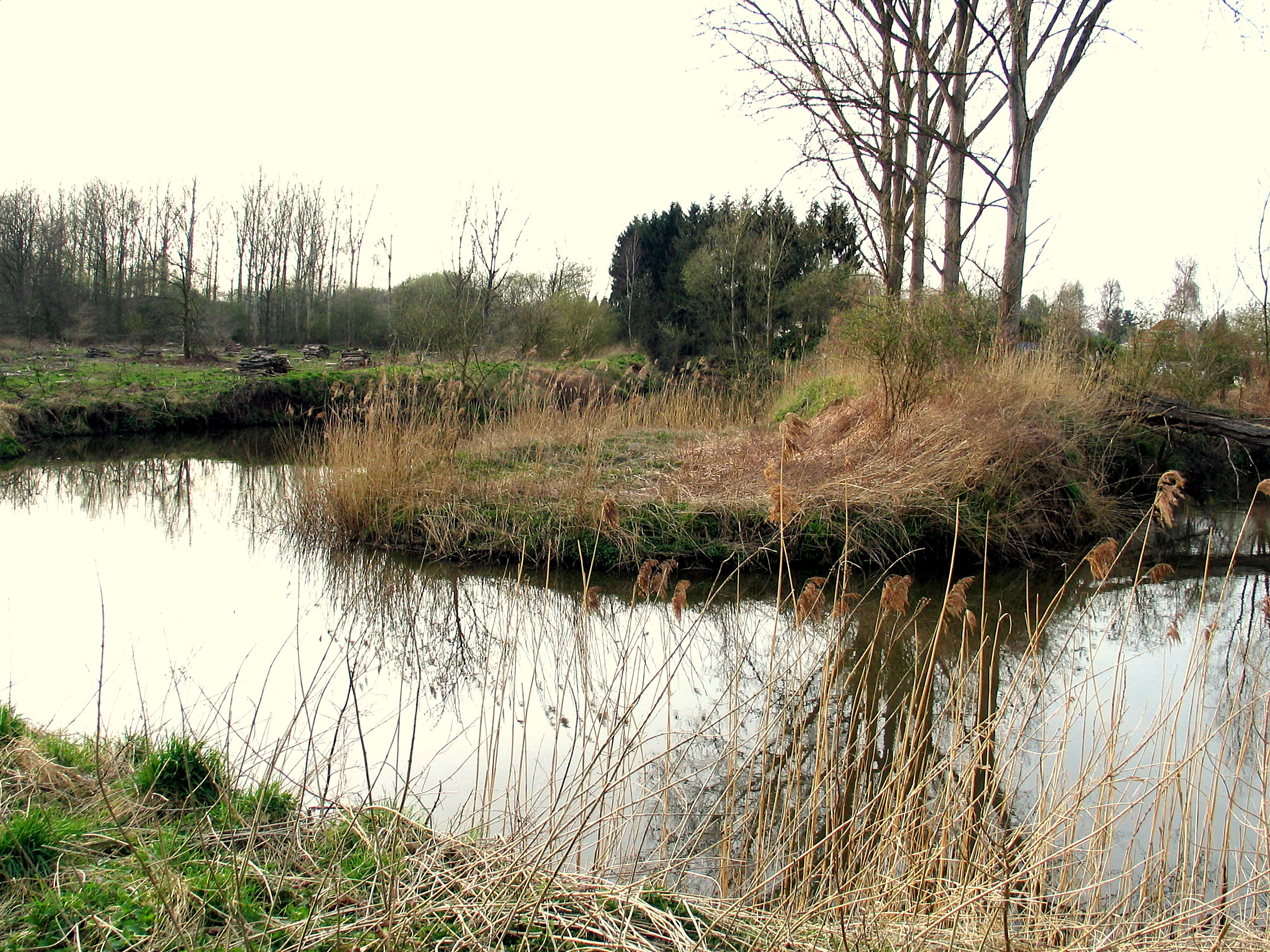
De meanderende Demer (rivier) in Kuringen
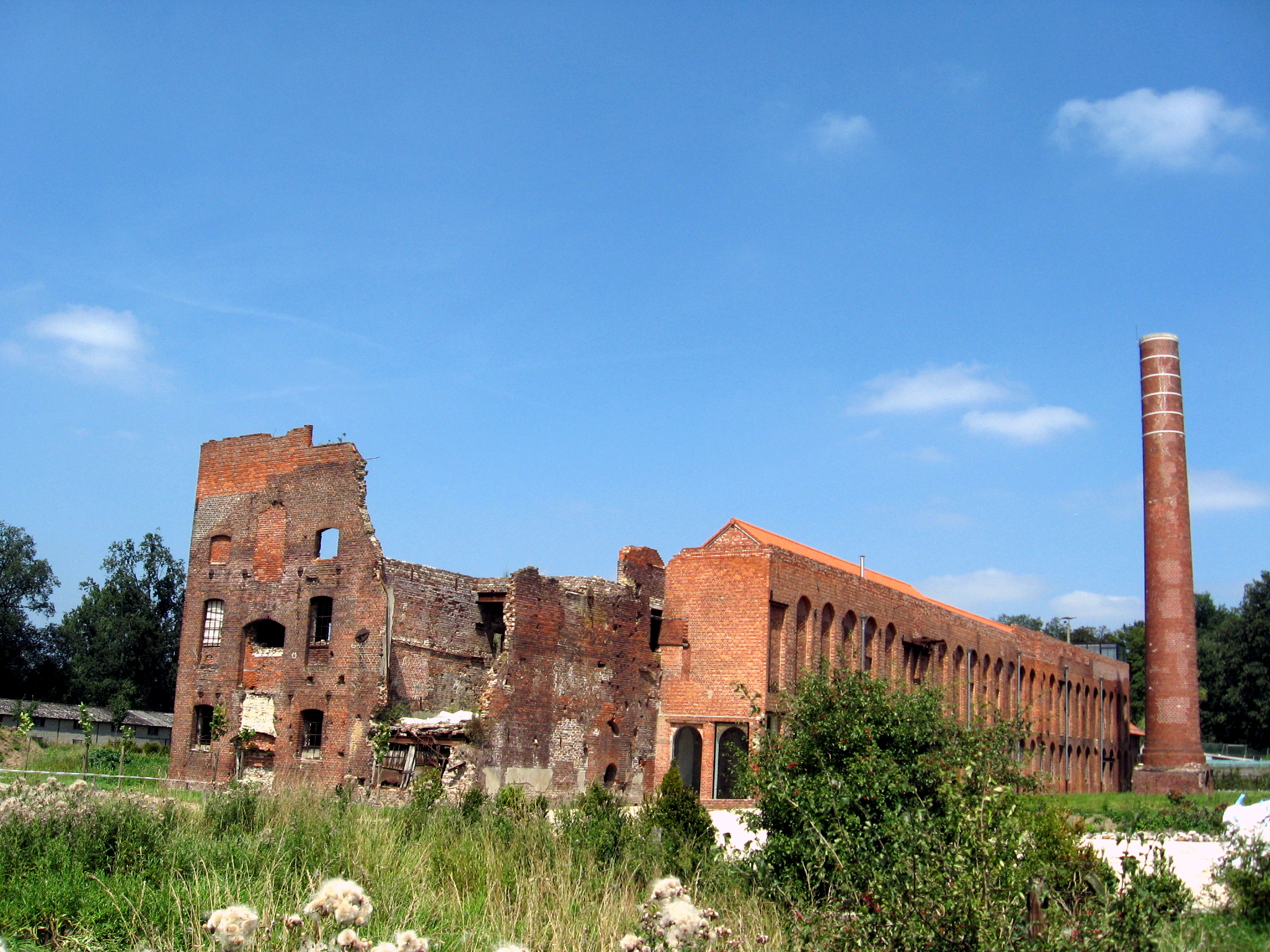
Industrieel erfgoed, Stokerij Claes

## Natuur en landschap
Kuringen bevindt zich op de overgang tussen de Kempen en Vochtig-Haspengouw op ongeveer 35 meter hoogte. De kom ligt op de linkeroever van de Demervallei. De Demer stroomt hier in noordwestelijke richting. Verder naar het noorden ligt het Albertkanaal. Vanouds werd vooral de landbouw beoefend, maar grote oppervlakten werden, vooral na de Tweede Wereldoorlog, verkaveld. Natuurgebieden zijn het Herkenrodebos in het westen, en Kolberg in het noorden.

## Verkeer en vervoer

### Wegverkeer
Gewestwegen
Drie gewestwegen met een totale lengte van 7 km lopen over het grondgebied van de deelgemeente Kuringen. Hun routes zijn als volgt:
 naar Kermt en het centrum van Hasselt; aansluiting met 
 naar Tuilt en Stokrooie; aansluiting met 
N739 naar Stevoort; aansluiting met 
De N2 is een van de grote gewestwegen die Brussel met de grenzen van België verbinden, namelijk met de grens met Nederland nabij Maastricht.

## Geboren
- Maria Pypelinckx (1538-1608), moeder van Peter Paul Rubens
- Leo Ponteur (1951), bestuurder

## Nabijgelegen kernen
Kermt, Stokrooie, Hasselt, Stevoort